# 祖拉體育場
祖拉體育場（阿拉伯语：‎）是位於伊拉克巴格達新建的體育場，主要用於舉行足球比賽，它也是巴格達使者的主場。該體育場於2022年2月落成，可容納15,443名觀眾。

## 歷史
體育場坐落於巴格達市中心的一個住宅區。舊體育場可容納15,000人，興建於1978年。2011年，巴格達使者宣佈將建造一座新體育場，以取代舊體育場並為巴格達居民提供現代化的體育設施。新體育場的主旨是讓俱樂部球迷在經過國際足總認可的新體育場內觀看和享受俱樂部的比賽。